# Joseph Mason Cox
Joseph Mason Cox (geboren 1763 in Bristol; gestorben 1818) war ein englischer Psychiater. Er erfand die Cox’ Schaukel.

## Leben und Arbeit
Nach einer Lehrzeit bei Chirurgen in Bristol studierte Cox ab 1784 Medizin in London, Edinburgh, Paris und Leiden, wo er 1787 mit der Doktorarbeit "De Mania" sein Studium abschloss.
Cox’ Großvater war Eigentümer des Fishponds Lunatic Asylum, der es später an seine Töchter und an Cox vererbte. Joseph leitete das Haus von 1788 bis zu seinem Tod 1818. In dieser Zeit veröffentlichte er mehrere Werke über die Behandlung von Geisteskranken. Er forderte einen menschlichen Umgang mit psychisch Erkrankten, und eine personalisierte Aufnahme der Krankengeschichte um voreilige Einweisungen zu verhindern.
Neben der Beschreibung zeittypischer Medikamente wie Digitalis schrieb er über Hydrotherapie und die von ihm erfundene Schaukeltherapie.

## Werke
- Dissertatio medica inauguralis quaedam de mania complectens ... Leyden, 1787 (Digitalisat)
- Practical observations on insanity: in which some suggestions are offered towards an improved mode of treating diseases of the mind, and some rules proposed which it is hoped may lead to a more humane and successful method of cure; to which are subjoined remarks on medical jurisprudence as connected with diseased intellect. London, Baldwin, 1804. (Digitalisat)